# Mandarin's Gold
Mandarin's Gold er en amerikansk stumfilm fra 1919 af Oscar Apfel.

## Medvirkende
- Kitty Gordon som Betty Cardon
- Irving Cummings som Blair Cardon
- George MacQuarrie som Geoffrey North
- Marguerite Gale som Susan Pettigrew
- Veronica Lee som Cherry Blossom